# Струино
Струино (болг. Струино) — село в Болгарии. Находится в Шуменской области, входит в общину Шумен. Население составляет 427 человек.

## Политическая ситуация
В местном кметстве Струино, в состав которого входит Струино, должность кмета (старосты) исполняет Силвия  Вылчева Костова (Движение за права и свободы (ДПС)) по результатам выборов правления кметства.
Кмет (мэр) общины Шумен — Красимир Благоев Костов (Болгарская социалистическая партия (БСП)) по результатам выборов в правление общины.